# صاعقة (طائرة مقاتلة)
صاعقة هي طائرة مقاتلة إيرانية أحادية المقعد تعمل بمحرك نفاث، مشتقة من الطائرة الأمريكية نورثروب إف-5. تُعد هذه الطائرة منتجًا مشتركًا بين القوات الجوية للجمهورية الإسلامية الإيرانية ووزارة الدفاع الإيرانية، وهي الجيل الثاني من طائرة أزارخش. نجحت اختبارات طائرات صاعقة في إيران بتاريخ 20 سبتمبر 2007.

## التطوير
ظهرت النسخة الأولية من الطائرة النفاثة لأول مرة في التلفزيون الرسمي خلال رحلة اختبار في يوليو 2004. خلال تمرين عسكري بدأ في 19 أغسطس 2006، نفذت الطائرة مهامًا وُصفت بأنها "مهمة لقصف أهداف عدو افتراضية" و"مهمة تمثيلية للقصف".
شهد مطار مهرآباد بطهران مرورًا جويًا لنموذجين أوليين مختلفين عن النسخة المعروضة سابقًا في 20 سبتمبر 2007. وشارك ثلاثة نماذج أولية في عرض عسكري بتاريخ 22 سبتمبر 2007.
أعلنت إيران عن نيتها اختبار نسخ أخرى من طائرة صاعقة قريبًا، تختلف عن الطرازات السابقة في نظام التسليح، والديناميكا الهوائية، ونطاق العمليات.
في سبتمبر 2010، عرضت إيران أول سرب من طائرات صاعقة خلال استعراض جوي ضمن فعاليات أسبوع الدفاع المقدس الإيراني بحسب وكالة أنباء فارس. في مايو 2012 أعلن وزير الدفاع أحمد وحيدي أن ثلاث مقاتلات من الجيل الجديد من طائرات صاعقة صُنعت وسلمت للقوات الجوية.
في 26 أغسطس 2012، أعلن نائب وزير الدفاع محمد إسلامي أن نسخة مطورة من طائرة صاعقة ستُدخل الخدمة في القوات الجوية الإيرانية قبل نهاية عام 2013.
صُنعت خمسة طائرات من نسخة صاعقة-1 ذات المقعد الواحد وطائرة واحدة من نسخة صاعقة-2 ذات المقعدين قبل إيقاف الإنتاج، وتوجه الإنتاج بعد ذلك إلى طائرة كوثر.